# Focke-Achgelis Fa 225
Die Focke-Achgelis Fa 225 war ein deutscher Schlepp-Tragschrauber des Herstellers Focke-Achgelis.

## Geschichte
Entgegen der persönlichen Einstellung von Henrich Focke wurde vom Reichsluftfahrtministerium ein Schlepp-Tragschrauber für äußerst aussichtsreich gehalten und Anfang 1942 ein entsprechender Entwicklungsauftrag an Focke-Achgelis vergeben. Anfangs wurden Überlegungen getätigt, die Fa 225 als Hubschrauber mit Motor und Getriebe zu bauen, doch bot der schmale Rumpf dafür keinen Platz. Die Konstruktion und der Umbau des verwendeten DFS-230-Rumpfes nahmen sieben Monate in Anspruch. Die Erprobung wurde 1943 von Carl Bode im Schlepp einer Junkers Ju 52/3m durchgeführt. Später wurde auch He 46 und Hs 126 als Schleppmaschinen verwendet. Wie man es sich erhofft hatte, verkürzte sich die Landestrecke des Tragschraubers im Vergleich zur DFS 230 beträchtlich – sie lag bei einer Startmasse von 2000 kg bei lediglich 18 m – doch überwogen die Nachteile. So durfte die zulässige Schleppgeschwindigkeit 180 km/h nicht überschreiten (DFS 230: 210 km/h) und der Gleitwinkel lag bei lediglich 1:5 gegenüber 1:11 der DFS 230. So wurden die Arbeiten zugunsten von mit Bremsschirm und -raketen ausgerüsteten DFS 230 aufgegeben. Die verbesserte Fa 225 V2 wurde im Juni 1942 bei einem britischen Bombenangriff im Baustadium zerstört.

## Konstruktion
Henrich Focke setzte auf den normalen Rumpf eines DFS-230-B-2-Lastenseglers. Auf dessen Stahlrohrrumpf wurde ein Strebenturm mit einem Rotor einer Fa 223 mit 12 m Durchmesser geschweißt. Die Rotorachse war durch eine Kardanwelle bis unter den Rumpf verlängert und endete in einer Seiltrommel. Hier war ein Seil aufgewickelt, dessen Ende vor dem Start am Boden verankert wurde. Beim Anziehen des Musters durch das Schleppflugzeug wurde so eine Anfangstourenzahl erreicht, die sich durch den Fahrtwind anschließend auf die zum Abheben nötige Drehzahl steigerte. Die Landekufe wurde durch ein starres Fahrwerk und eine kleinere Bugkufe ersetzt.